# 西洋棋殘局
西洋棋的殘局是雙方棋子大幅減少，接近結束的階段，不過棋局也有可能在開局或中局就將死結束，不會進行到殘局。西洋棋的中局和殘局之間沒有明確的分界，一般若快速的進行幾回合的兌子，就算是進入了殘局。
不過殘局的棋子和中局時的特性會有很大的差異，其策略也有所不同。兵在殘局時格外的重要，一般會試著讓兵前進到對方的底線，升變為其他棋子。一般在中局時會保護國王，避免被將死。但國王在殘局時會是強力的棋子，一般會放在棋盤的中心，是有攻擊力的棋子。
西洋棋的開局理論常常會有變化，但殘局理論不太會有變化。許多人會進行殘局研究，在白方似乎不會勝利的情形下找到勝利的方式，或是在白方似乎快要輸的情形下使雙方和局。
在終局時，較強（有一個或多個子力較強的棋子）的一方會設法兌子（例如騎士、主教、城堡及皇后），但不要用兵來兌子。這比較容易形成子力上的優勢。防守方的策略則應該反過來。
一般而言，若一方在殘局時將兵升變為皇后，而對方無法立刻將兵升變為皇后，升變的一方會勝利。
西洋棋棋手一般會依殘餘棋子的種類來為殘局分類。

### 一些常见的残局及其胜负形势
- 单皇后、单车、双象、马象都可杀单王，但双马不行。

#### 皇后类残局
- 皇后对车：一般能胜。
- 皇后对马象：一般能胜，但有一种和棋形势。
- 皇后对双象：一般能胜。另外也有一种和棋形势。
- 皇后对双马：一般是和棋。
- 皇后对车和弱子（弱子指马或象）：一般是和棋。
- 皇后对双车：一般是和棋，但双方都有取胜可能。
- 双车和弱子对单皇后：一般能胜，但需超过50步。
- 皇后和弱子对车和一个弱子：一般能胜。
- 皇后和弱子对双车：后马对双车一般是和棋，后象对双车一般能胜，但最多需85步。
- 皇后车对皇后车：尽管子力相当，在67.74%的情况下先走者能胜。
- 车和两个弱子对单皇后：一般是和棋。
- 皇后和弱子对单皇后：一般是和棋。
- 皇后对三个弱子：一般是和棋，对三个同色格象除外。
- 四个弱子对单皇后：一般能胜。

#### 车类残局
- 车和弱子对单车：一般是和棋，但车象对单车有很大的取胜可能。
- 车对象：一般是和棋。
- 车对马：一般是和棋。
- 双车对两个弱子：一般能胜。
- 双象单马对单车：异色格象一般能胜，但最多需68步。
- 双马单象对单车：一般是和棋，但有一些取胜形势，最多需49步。
- 车象对双马：一般能胜，但最多需223步。
- 车马对双象：双象为同色格的话，一般能胜，但最多需243步。双象为异色格的话，一般是和棋。
- 车象对马象：如果这两个象色格相同，一般是和棋。如果这两个象色格不同，则一般能胜，但最多需98步。
- 双车对单车：一般能胜。

#### 其它残局
- 双象对单马：一般能胜〔假设这两个象色格不同〕，但最多需66步。
- 两个弱子对一个弱子：一般是和棋，双象对单马除外。
- 三个弱子对一个弱子：一般能胜，但可能需要超过50步。
- 王兵对单王：
  - 1.有兵方先夺取升变控制格胜
  - 2.有兵方先“对王”胜，无兵方先“对王”和。
- 王对后马:一般会输，视王方其他棋子（如：象，马等等）

## 另見
- 中國象棋殘局

## 外部連結
- Interactive Endgames Simulator （页面存档备份，存于）
- endgame lessons
- Basic Endgame Mates （页面存档备份，存于）
- Basic chess endgames practice （页面存档备份，存于）